# Associazione Calcio Milano 1944-1945
Questa voce raccoglie le informazioni riguardanti l'Associazione Calcio Milano, denominata Associazione Calcio Milan da giugno 1945, nelle competizioni ufficiali della stagione 1944-1945.

## Stagione

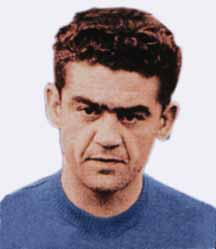
Carlo Annovazzi, nel Milan dal 1945 al 1953

In piena seconda guerra mondiale il Comitato Regionale lombardo della Federazione predispone faticosamente un campionato di guerra, il Torneo Benefico Lombardo, in cui si contendono la vittoria 12 squadre. Le privazioni del conflitto si fanno sentire anche sul calcio e le squadre lombarde partecipano a questo torneo non senza difficoltà, come quella di riuscire a trovare giocatori da schierare in campo. Ci sono state partite in cui squadre di provincia sono in grado di schierare formazioni migliori delle società più blasonate come Milano o Inter. Sulla panchina dei rossoneri viene confermato Giuseppe Santagostino.
Nel Torneo Benefico Lombardo il Milano si classifica al 6º posto. La Gallaratese e il Varese rinunciano alla partecipazione al torneo alla fine del girone di andata. In questo torno debutta Carlo Annovazzi mentre gioca la sua ultima partita in rossonero Aldo Boffi. Degno di nota è il cambio di denominazione della società, da giugno 1945, cioè poco dopo la fine della guerra di liberazione italiana, da "Associazione Calcio Milano" ad "Associazione Calcio Milan": in questo modo i rossoneri tornano al vecchio nome abbandonando la denominazione italianizzata imposta dal fascismo.

## Divise
| Casa | Trasferta |

## Organigramma societario
Area direttiva
- Presidente: -
- Presidente provvisorio: Antonio Busini
- Vicepresidente: Mario Mauprivez

Area tecnica
- Allenatore: Giuseppe Santagostino

## Rosa
| N. |                   | Ruolo | Calciatore        |
| -- | ----------------- | ----- | ----------------- |
|    | Italia (bandiera) | P     | Giovanni Rossetti |
|    | Italia (bandiera) | D     | Andrea Bonomi     |
|    | Italia (bandiera) | D     | Attilio Gallo     |
|    | Italia (bandiera) | D     | Sergio Marchi     |
|    | Italia (bandiera) | D     | Gianni Toppan     |
|    | Italia (bandiera) | D     | Franco Ventura    |
|    | Italia (bandiera) | D     | Luigi Zorzi       |
|    | Italia (bandiera) | C     | Carlo Annovazzi   |
|    | Italia (bandiera) | C     | Luigi Ganelli     |
|    | Italia (bandiera) | C     | Giorgio Granata   |
|    | Italia (bandiera) | C     | Angelo Meroni     |

| N. |                   | Ruolo | Calciatore                  |
| -- | ----------------- | ----- | --------------------------- |
|    | Italia (bandiera) | C     | Paolo Todeschini (capitano) |
|    | Italia (bandiera) | C     | Ferruccio Valcareggi        |
|    | Italia (bandiera) | C     | Carlo Villa                 |
|    | Italia (bandiera) | A     | Bruno Arcari                |
|    | Italia (bandiera) | A     | Mario Begni                 |
|    | Italia (bandiera) | A     | Aldo Boffi                  |
|    | Italia (bandiera) | A     | Achille Casanchini          |
|    | Italia (bandiera) | A     | Walter Del Medico           |
|    | Italia (bandiera) | A     | Umberto Guarnieri           |
|    | Italia (bandiera) | A     | Romano Penzo                |
|    | Italia (bandiera) | A     | Pietro Rebuzzi              |

### Staff tecnico
| Allenatore:     | Giuseppe Santagostino |
| Medico sociale: | Giuseppe Veneroni     |
| Massaggiatore:  | Luigi Grossi          |

## Calciomercato
| Acquisti | Acquisti           | Acquisti         | Acquisti |
| R.       | Nome               | da               | Modalità |
| -------- | ------------------ | ---------------- | -------- |
| C        | Carlo Annovazzi    | Ausonia 1931     | -        |
| A        | Bruno Arcari       | Cremonese        | -        |
| A        | Savino Bellini     | Juventus         | -        |
| A        | Achille Casanchini | Crema            | -        |
| C        | Luigi Ganelli      | Cremonese        | -        |
| A        | Umberto Guarnieri  | Cremonese        | -        |
| D        | Sergio Marchi      | Genova 1893      | -        |
| C        | Angelo Meroni      | Varese           |          |
| C        | Pietro Rebuzzi     | Ambrosiana-Inter |          |
| C        | Carlo Villa        | Novara           |          |

| Cessioni | Cessioni             | Cessioni   | Cessioni |
| R.       | Nome                 | a          | Modalità |
| -------- | -------------------- | ---------- | -------- |
| A        | Guido Corbelli       | Parma      | -        |
| A        | Walter Del Medico    | Stabia     | -        |
| C        | Attilio Gallo        | Torviscosa | -        |
| C        | Bruno Mazza          | Cremonese  | -        |
| A        | Romeo Menti          | Fiorentina | -        |
| A        | Romano Penzo         | Pro Patria | -        |
| C        | Ferruccio Valcareggi | Fiorentina | -        |
| D        | Luigi Zorzi          | Torviscosa | -        |

## Risultati

### Torneo Benefico Lombardo

#### Girone d'andata (12 squadre)
| Arbitro: | Melgari (Milano) |

|                    |           |                      |
| Aebi 56’, 72’, 90’ | Marcatori | 58’ (rig.) B. Arcari |

| Arbitro: | Camiolo (Milano) |

|  |           |               |
|  | Marcatori | 32’ Guarnieri |

| Arbitro: | Marchetti (Milano) |

|  |           |   |
|  | Marcatori | . |

| Arbitro: | Garassino (Varese) |

|                |           |  |
| Todeschini 19’ | Marcatori |  |

| Arbitro: | Carpani (Milano) |

|           |           |                      |
| Penzo 26’ | Marcatori | 48’ (rig.) B. Arcari |

| Arbitro: | Massironi (Milano) |

|  |           |            |
|  | Marcatori | 89’ Gritti |

| Arbitro: | Melgari (Milano) |

|              |           |               |
| Romanini 26’ | Marcatori | 44’ Guarnieri |

| Arbitro: | Mondani (Milano) |

|               |           |  |
| B. Arcari 46’ | Marcatori |  |

| Arbitro: | Fortina (Novara) |

|                                            |           |  |
| Castigliano ?’ Benedetti ?’ Carapellese ?’ | Marcatori |  |

| Arbitro: | Magnoni (Milano) |

|                         |           |                       |
| Bonomi ?’ B. Arcari 54’ | Marcatori | 19’ Foglia 85’ Parvis |

| Arbitro: | Garassino (Varese) |

|                |           |           |
| Borra 52’, 57’ | Marcatori | 30’ Begni |

#### Girone di ritorno (10 squadre[1])
| Arbitro: | Ferrazzi (Cremona) |

|               |           |                                             |
| Guarnieri 65’ | Marcatori | 30’, 67’ Aebi 55’ (aut.) Marchi 86’ Pesenti |

| Arbitro: | Melgari (Milano) |

|  |           |                                         |
|  | Marcatori | 17’ Granata 68’ B. Arcari 77’ Guarnieri |

| Arbitro: | Brassi (Pavia) |

|                                                             |           |                                      |
| Boffi 25’, 43’, 47’ B. Arcari 35’ Granata 36’ Guarnieri 64’ | Marcatori | 65’ (rig.) Schiavi 78’ Prata Pizzala |

| Arbitro: | Cicardi (Lecco) |

|                    |           |                                |
| B. Arcari 81’, 90’ | Marcatori | 61’, ?’ Buscaglia 67’ Costanzo |

| Arbitro: | Camiolo (Milano) |

|             |           |                 |
| Ganelli 27’ | Marcatori | 67’ C. Azimonti |

| Arbitro: | Carpani (Milano) |

|            |           |                                |
| Meazza 24’ | Marcatori | 6’ Granata 64’ Boffi 85’ Begni |

| Arbitro: | Massironi (Milano) |

|              |           |           |
| Gallanti 62’ | Marcatori | 75’ Begni |

| Arbitro: | Bezzi (Milano) |

|                                   |           |                             |
| Giorgio Granata 12’ Guarnieri 86’ | Marcatori | 24’, 60’ Borra 37’ Rancilio |

| Arbitro: | Cicardi (Lecco) |

|                                                    |           |           |
| Foglia 18’ Bassi 22’, 70’, 81’ Piana 64’ Capra 72’ | Marcatori | 27’ Boffi |

## Statistiche

### Statistiche di squadra
| Competizione             | Punti | In casa | In casa | In casa | In casa | In casa | In casa | In trasferta | In trasferta | In trasferta | In trasferta | In trasferta | In trasferta | Totale | Totale | Totale | Totale | Totale | Totale | DR |
| Competizione             | Punti | G       | V       | N       | P       | Gf      | Gs      | G            | V            | N            | P            | Gf           | Gs           | G      | V      | N      | P      | Gf     | Gs     | DR |
| ------------------------ | ----- | ------- | ------- | ------- | ------- | ------- | ------- | ------------ | ------------ | ------------ | ------------ | ------------ | ------------ | ------ | ------ | ------ | ------ | ------ | ------ | -- |
| Torneo Benefico Lombardo | 18    | 9       | 3       | 2       | 4       | 16      | 16      | 11           | 3            | 4            | 4            | 13           | 20           | 20     | 6      | 6      | 8      | 29     | 36     | -7 |

### Statistiche dei giocatori
| Giocatore     | Torneo Benefico Lombardo | Torneo Benefico Lombardo |
| Giocatore     | Presenze                 | Reti                     |
| ------------- | ------------------------ | ------------------------ |
| C. Annovazzi  | 5                        | 0                        |
| B. Arcari     | 19                       | 8                        |
| M. Begni      | 16                       | 2                        |
| A. Boffi      | 6                        | 5                        |
| A. Bonomi     | 13                       | 1                        |
| A. Casanchini | 3                        | 0                        |
| W. Del Medico | 0                        | 0                        |
| A. Gallo      | 0                        | 0                        |
| L. Ganelli    | 15                       | 1                        |
| G. Granata    | 12                       | 4                        |
| U. Guarnieri  | 20                       | 6                        |
| S. Marchi     | 20                       | 0                        |
| A. Meroni     | 3                        | 0                        |
| R. Penzo      | 0                        | 0                        |
| P. Rebuzzi    | 2                        | 0                        |
| G. Rossetti   | 20                       | -36                      |
| P. Todeschini | 18                       | 1                        |
| G. Toppan     | 20                       | 0                        |
| F. Valcareggi | 0                        | 0                        |
| F. Ventura    | 14                       | 0                        |
| C. Villa      | 14                       | 0                        |
| L. Zorzi      | 0                        | 0                        |